# 深層生態學
深層生態學（英語：Deep Ecology），是挪威哲學家阿恩·內斯（Arne Næss）在1973年於一場第三世界未來發展研討會中提出的術語。後經德韋爾(BillDeval)、塞申斯(GeorgeSessions)、福克斯等人的努力而發展成為一種新的環境哲學。深層生態學以非人類為中心的角度，重新看待世上所有生物的價值，打破長久以來人類對生命的價值觀。深層生態學認為要認識、處理和解決生態問題，必需從整個生態系的角度，把人與自然的關係當做一個整體來考量。
深層生態學是西方環境倫理學界提出的一個與淺層生態學相對應的非人類中心主義流派之一。深層生態學家堅持問更深層次的哲學問題，探究人類為什麼和如何干擾的生態系統的平衡狀態，使環境變成長遠的改變，而不是只用狹隘看法的研究生態環境，避免僅僅以維護人類利益而推行環境保護 。深層生態學顯示了生態系統更全面的看法，並尋求適用於生活的理解，解釋生態系統的不同部分（包括人類）如何成為一個整體的系統。20世紀90年代以來，深層生態學提高了人們對環境保護的意識，對環保運動有著直接和間接的影響。
深層生態學的理論宗旨是批判和反思現代工業化社會在人與自然關係上的種種失誤及其背後的深層根源，目的在於尋找人類生活的真正價值及現代社會的合理構建。深層生態學思想家們在1979—1980年間把內斯的思想學說完整地引入環境倫理學領域，從而使深層生態學成為環境倫理學領域中一個正式的或規範的思想流派。其次，努力使內斯的學說成為深層生態學正統理論，並擴展其在生態哲學中的學術影響力；最後，努力促成環境倫理學家們與深層生態主義者的相互認同。另外 , 許多學者諸如約翰.錫德、大衛.羅德曼和比爾.麥科馬克等都在捍衛和發展深層生態學思想過程中發揮了積極作用。

## 起源
在2014年的一篇文章中，环保主义者乔治·塞申斯确定了三个活跃在20世纪60年代的人，并认为他们是这场运动的基础：作家和保育主义者雷切尔·卡森，环保主义者大卫·布劳尔，以及生物学家保罗·R·埃利希。乔治·塞申斯认为，雷切尔·卡森著作《寂静的春天》在1962年的出版是当代深层生态学运动的开端。

## 深層生態學的行動綱領
又名深層生態學的八大原則。是在1984年4月，由內斯和塞申斯於加利福尼亞州的死谷(DeathValley)對十多年來深層生態學的發展情況進行了總結，倆人共同起草了深層生態運動應遵循的原則性綱領，由8條基本原則組成，以下介紹。

### 原則一
原文翻譯：「地球上不論人類或其他生物的生命本身就具有「價值」，而此生命價值，並不是以非人類世界對人類世界的貢獻來決定。」
深層生態學肯定生命本身的價值。在自然界中，每一個事物之所以能成為它現在的樣子是因為它和其他事物之間實際上有某種內在關係，沒有任何事物能獨立於其他事物而單獨生存成為它現在的樣子。

### 原則二
原文翻譯：「生命形式本身就具有價值；而且，生命形式的豐富度和多樣性，有助於這些生命價值的「實現」（realization）。」
深層生態學在肯定生命本身的價值之後，要求更加展現生命原有的豐富度。基於每一事物都是構成自然的一份子，而且每一個個體都和其他個體之間有內在關連，自然裏的每一個個體應該都是平等的，應該都有平等的權利，這些權利包括存活、成長、實現其目的等等。

### 原則三
原文翻譯：「人並沒有權利減少這樣的豐富度和多樣性，除非是為了維持生命的基本需求。」
在生物圈中有多樣化的物種，而物種與物種之間的關係不是宰制，鎮壓或消滅，而是在多樣化的系統關連中環環相扣成的共生關係。了解這多樣化的系統關連並承認其價值而給予應有的尊重是人活在這系統裏做為生態系裏一份子的基本責任。深層生態學要求除非人類的必要需要，否則人類沒有權利劃約了自然本身。

### 原則四
原文翻譯：「人類生命與文化的繁華和人口減量是相互搭配的；要維持其他生物的豐盛，也須要人口減量。」
深層生態學認為人類生命的文化的繁榮與興盛是跟人口相配合的，人口的比例會影響人類的生命品質和非人類社會的繁榮與興盛，固主張要控制人口。在自然界中，不應該有任何物種（比如人類）在道德或價值上高於其他物種，因而使其有權力剝削、宰制或壓榨其他物種，或把其他的物種只當成工具使用。在剝削過程中，受傷害的不會只是被剝削的物種。剝削本身就已經對剝削者的德性有所傷害（例如人剝削其他物種的情況會帶來或強化人剝削人的情況），而且當剝削擴大時，剝削者的利益同樣會受到傷害。剝削帶來管控，有效的剝削管控帶來更大的管控，不斷擴大的管控方式會使問題在系統內在關連的層層連鎖反應中放大，造成自然的反撲，剝削者也會成為受害者。

### 原則五
原文翻譯：「目前人類已經對其他生物造成過度的干擾，並且在快速惡化當中。」
深層生態學以熱帶雨林、針業林等等的地方消失的速度非常的快為例。要從整個生態系的利益來看防治污染，保存資源。當我們在從事防治污染，保存資源時，不能只是站在人類自身的利益來從事這些事，應該要從整個生態系的角度來看。自然中的每一物種都是平等的，人的利益不是最重要的，而且只從人的利益來看防治污染和保存資源會忽略生態系統中環環相扣的複雜關係，這是短視近利的作法。若我們只顧慮人的利益，而破壞了其他物種賴以生存的環境，後果也會對人不利。

### 原則六
原文翻譯：「政策必須加以改變，因為這會影響基本的經濟、科技和意識形態三者的結構；這將使得最終狀態，與現在狀態完全不同。」
我們要回頭調整我們未來的方向，畢竟科技始終來自人性，所以要從很多生活中的小細節開始改變。複雜(complexity)和龐雜(complication)的區分。生物圈中有多樣化的物種並不表示生物圈中的生物是雜亂無章的，在生物圈中存在動態的系統性，時間因素在生物圈中扮演著重要的角色。假想我們將某一物種從生物圈中移走，經過一段時間後，我們再把這個物種放回去。整個生態系統在我們移走這個物種的這段時間內已經改變，和之前的情況已有所不同。它不像電腦一樣可以被我們拆開再組合而不改變其原貌。我們要培養對這種複雜性及其動態歷程的體貼了解，不要輕易去破壞或改變這個複雜的動態系統的任何一部分。

### 原則七
原文翻譯：「意識型態的改變，主要在於對「生命品質」(life quality)的讚賞(基於生命的天賦價值觀點)，而不是追求更高的生活水準。我們將會深深的覺知，在「大」(bigness)和「偉大」(greatness)之間是不同的。」
深層生態學控告雖然國家整體有錢，但個人的錢財沒有增加的事實，如同眾多環境保護的運動並沒有決定性、根本性的影響。區域自主與分散網路的組織原則。我們經營生活的方式以及成立社群建立制度的原則應當依循生態系的區域特色，使每個區域社群在它的生態區內能維持自給自足的能力，能夠自我規範，而社群與社群之間的互動是建立在社群平等的原則上，社群與社群之間沒有權力階層的劃分，沒有中央的統治集團。

### 原則八
原文翻譯：「認同上述觀點的人，都有義務直接或間接參與必要的改革。」
深層生態學呼籲要求大眾達到每個人都要做些必要改變的實踐。

## 相關思想家

### 格雷•史奈德
美國詩人和散文作家格雷•史奈德(GarySnyder)通過其作品大力倡導深層生態學生活方式，他本人也因此被馬克斯•奧爾史萊格譽為“深層生態學的桂冠詩人”。其詩集《龜島》(TurtleIsland)於1975年獲得普利策獎。這本詩集包括與禪守、美國印地安傳統和深層生態學相關的詩、散文和論述。

### 福克斯
依福克斯的觀點，其深層生態學的主要內涵有三：
1. 是指對環境倫理學以及環境問題的根源的深層追問，它不僅僅是調整現行政策或修補傳統價值觀，而是要對潛藏在一些特定行為與態度下的根本世界觀進行批判性反思。從這一層面上講，深層生態學是一種對環境哲學與政策的方法論上的探索。
2. 是指環境保護主義者所共享的基本價值觀的共同平臺。這些價值觀包括確認自然的固有價值，承認生物多樣性的重要性，呼籲減少人對自然的沖撞，關註生命的質量而非物質的擁有，致力於改變現行的經濟政策和自然觀。
3. 指稱不同派別的基於上述的深層追問與價值平臺而產生的自然哲學與生態哲學。其深層的意義在於，對淺層生態學不願過問的根本性問題提出質疑，並不斷深層追問，其含義乃是指追問之深度。

## 評論
總體來講深層生態學家想要去達成以目前的政治與經濟體系來改變自然所遭遇到的問題，我們要離開人類的用處來思考自然。其中一個最要的思想是每一個人都要達到自我實現，這獨立的自我追求著大大享樂，自我實現的意義人不是單單個人的，而是要來展現自然的內在價值。阿恩•內斯抱怨生態的運動者對生態的理解太淺了，因環保人士認為只要研究如河處理汙染的河川便能解決環境問題。他認為自然不等於自然的現象（現有的汙染或美景）。認識了這些現象的事情，並不能完全解決他所造成的問題。這些所謂的生態現象在最深的地方是全部連結在一起的，除非我們對自然的態度、世界觀要調整，不然環境還是會一直出問題。

### 學者發言
渥維克．福克斯（Warwick Fox）做了如下的說明：「深層生態學最核心的直覺是...萬物的存在中沒有固定不變的本體論區分...換句話說，這個世界根本就沒有分成獨立存在的主體和客體兩個部份。我們越感覺到有界限存在，我們就越缺乏深層生態學的意識。」
美國北德州大學教授、環境倫理哲學思想家柯倍德（J. Baird Callicott）說：「大自然是一體的，而且在個體中不斷延續...大自然就是個體得到充分的開展和完全的擴散。」
保羅．雪帕德（Paul Shepard）表示：「我們務必要確認一項事實，這個世界是...我們自己身體的一部份。」

### 批評
默里·布克钦說：「深層生態學宣揚一種福音，針對某個單一物種人類的原罪，卻絲毫不見人類內部在膚色、性別、階級、貧富等方面的差異，將人類作為一個整體與自然相對，所有人都犯下了人類中心主義的錯誤，正是同一種生態野蠻主義導致了阿道夫·希特勒的屠殺罪行。
Jozef Keulartz說：「深層生態學使人類作為整體而與自然作為整體對立起來，這個對立缺乏辯證的角度，混淆了人類的第一自然與第二自然，從而把文化性的第二自然全然消解於生物性的第一自然」
Richard Watson說：「深層生態學擁有嚴重的內在衝突，它不可能在要求人類不要介入自然時貫徹平等主義和生命中心主義，因為人類也是生物圈之一，平等主義與生命中心主義會要求同樣不要介入人類自己的行為，而這恰好會造成環境問題。」
斯拉沃熱·齊澤克说：「在深层生态学的论证中，暗含着一种极端的人類中心主義，在这种『我们只是万千物种中的一员』的虚假谦逊之下，他们想表达的是：『我们人类才是真正具有普遍性的生物，是应该对一切负责的生物。』」

## 後續影響與發展
深層生態學與生態女性主義、社會生態學和生物區域主義等環保運動結合起來，成為西方有影響的四支激進環境主義之一。 美國現已有深層生態學教育研究所，是個非營利團體，舉辦多種訓練研討課程，推動「應用深層生態學」，使其觀念能落實於日常生活中。

### 深層生態運動
深層生態運動是一種為把深層生態學理論轉變成生態實踐的存在，並以尋求人與自然之間的和諧關係，也滿足人們最深層願望為目的，是深層生態學的思想理論歸宿和現實實踐目標。 深層生態學之所以倡導保護荒野，其背後更大的問題是我們應該怎樣生活，我們應該為什麽生活。此外，深層生態學在當代生態實踐中采取非暴力原則，主張把科學技術的發展方向與自然資源的保護、生態利益的協調聯繫起來。
(1)深層生態學家常引用公眾熟知的格言，並賦予其新的含義來作為其口號。如「活著，讓他人也活著」、「手段儉樸，目的豐富」、「放眼全球，著手全球」等。這些口號背後皆含有深層生態學豐富的思想內容和反人類中心主義鮮明的學術立場，藉以優先培養人們的深層生態意識。他們認為生態意識是潛藏於人的內心而非從外部植入的，只需自己不斷地向深層發問思考和尋求答案即可。深層生態學崇尚用簡樸的手段達到豐富的目的。
(2)鼓勵政府機構、立法者、財產所在者和管理者認識到應該順應自然過程而不是控制自然過程。
(3)在大生態實踐裡提倡地方性社區模式，特別是生物區域範式中工作。並推行「順應自然」的資源管理思想，主張「無為而治」, 用體驗荒野的方式來形成對謙卑等美德的培養。

### 法蘭絨生態學
又稱作實作性生態學，為後來阿恩內斯本來的核心思想發展出來的深層生態學。人類與自然的遠離源於對日常的態度、行為、生活方式。在日常生活中去修復與自我的關係，看到日常生活本身就與自然有著深度的連結。

### 神秘主義模式
最接近其原文名稱(Depth)的深層生態學分支，原文的應翻譯為深度(Deep)生態學。　在推動深層生態學在美國早期的傳播歷史上，德韋爾和塞申斯做出了傑出的歷史貢獻。深層生態學家提出的主張，將人文生態學的思想提升為一種形上學，幾乎像是一種宗教，要求人們在尋求一種適當的環境倫理學時，進入更深層的心理思想深層生態學。強調自然世界中並無所謂「人本主義」，地球上人類與非人類的安適和繁榮本身就有其價值，這些價值和是否供人類使用，並無關連。認為人與自然的遠離源於人與自己內心的生態認同的疏離。要求透過冥想、修行、打坐...來回到深層的集體潛意識，回到萬物的原初意識，恢復人與自然原初的連結。其理論依據常引用東方的宗教，例如佛教與印度教，並要求人們進行，演化的回想-即教導人如何回想自己是怎麼演化成人的，以利回到萬物的原意識，讓人對自己的生命跟萬物連結。

### 生態女性主義
是社會生態學的一分子。生態女性主義認為，人類與自然的疏離源於人類對自然的宰制態度，如同男性父權對女性的宰制。視深層生態學的思想為可能解放自然的基本環節。

### 註腳
1. ↑  Sessions, George. . The Trumpeter. 2014, 30 (2): 106–114  [2023-02-22]. ProQuest 1958534297. （原始内容存档于2023-02-14）.
2. ↑  ARNE NAESS.  (PDF). Springer.   [2020-09-11].
3. ↑  . YouTube.

### 文獻
- . 2019-05-31. （原始内容存档于2019-05-31）.
- . 國家教育研究院. 2016-04-02. （原始内容存档于2016-04-02）.
- 愛蜜莉．貝克，麥可．李察森. . 環境資訊中心. 2018年4月24日. （原始内容存档于2018-04-24）.
- . （原始内容存档于2015-01-10）.
- 詹明峰. . 林耀福  (编). . 書林. 2002.